# Мурхаус, Джордж
Джордж Му́рхаус (англ. George Moorhouse; 4 мая 1901, Ливерпуль, Ланкашир — 12 октября 1943, Нью-Йорк, Нью-Йорк) — американский футболист, левый защитник, участник чемпионатов мира 1930 и 1934 годов. Включён в Зал Американской Футбольной Славы.

## Биография
Джордж Мурхаус родился в Англии. Во время первой мировой войны служил в британском торговом флоте. После войны он решил заняться футболом.

## Карьера

### Клубная
В начале 1920-х Джордж был на пробах в «Лидс Юнайтед», однако в команду принят не был. Свои первые игры он сыграл за клуб «Транмир Роверс» в сезоне 1921—1922.

В 1923 году Мурхаус эмигрировал в Канаду, получив место в составе «Монреаль Канадиан Пасифик Рейлуэй». Несколько месяцев спустя он перешёл в «Бруклин Уондерерс» из Американской Футбольной Лиги. Сыграв всего три матча, Мурхаус был куплен клубом «Нью-Йорк Джайантс», в котором оставался на протяжении 7 сезонов кряду. За это время Джордж провёл за клуб более 250 игр.

В начале 1930-х Мурхаус вновь сменил несколько клубов и в конце концов оказался в «Нью-Йорк Американс», за который выступал до 1937 года. В нём же Джордж Мурхаус завершил карьеру футболиста.

### В сборной
Свой первый матч за сборную Мурхаус провёл против канадцев 6 ноября 1926 года (победа досталась американцам – 6:2). Он также выступал на чемпионате мира 1930 года. Отыграв на турнире три матча на позиции левого защитника, Джордж стал первым коренным англичанином, принявшим участие в чемпионате мира. Сборная США заняла на турнире третье место.

В течение почти четырёх лет сборная США не играла международных матчей. Перед чемпионатом мира в Италии Мурхаус вновь был приглашён в команду. На этот раз он стал её капитаном. Американцы успешно прошли отборочные игры с Мексикой, но на полях Италии были биты командой хозяев 1:7 и отправились домой.
| Матчи и голы Джорджа Мурхауса за сборную США | Матчи и голы Джорджа Мурхауса за сборную США | Матчи и голы Джорджа Мурхауса за сборную США | Матчи и голы Джорджа Мурхауса за сборную США | Матчи и голы Джорджа Мурхауса за сборную США | Матчи и голы Джорджа Мурхауса за сборную США | Матчи и голы Джорджа Мурхауса за сборную США |
| -------------------------------------------- | -------------------------------------------- | -------------------------------------------- | -------------------------------------------- | -------------------------------------------- | -------------------------------------------- | -------------------------------------------- |
| №                                            | Дата                                         | Место проведения                             | Соперник                                     | Счёт                                         | Голы                                         | Турнир                                       |
| 1                                            | 6 ноября 1926                                | Нью-Йорк, США                                | Канада                                       | 6:2                                          | -                                            | Товарищеский матч                            |
| 2                                            | 13 июля 1930                                 | Монтевидео, Уругвай                          | Бельгия                                      | 3:0                                          | -                                            | Чемпионат мира 1930                          |
| 3                                            | 17 июля 1930                                 | Монтевидео, Уругвай                          | Парагвай                                     | 3:0                                          | -                                            | Чемпионат мира 1930                          |
| 4                                            | 26 июля 1930                                 | Монтевидео, Уругвай                          | Аргентина                                    | 1:6                                          | -                                            | Чемпионат мира 1930                          |
| 5                                            | 17 августа 1930                              | Рио-де-Жанейро, Бразилия                     | Бразилия                                     | 3:4                                          | -                                            | Товарищеский матч                            |
| 6                                            | 24 мая 1934                                  | Рим, Италия                                  | Мексика                                      | 4:2                                          | -                                            | Отборочный матч к ЧМ 1934                    |
| 7                                            | 27 мая 1934                                  | Рим, Италия                                  | Италия                                       | 1:7                                          | -                                            | Чемпионат мира 1934                          |

Итого: 7 матчей / 0 голов; 4 победы, 0 ничьих, 3 поражения.